# شارلی کونور
شارلی کونور (فرانسوی: Charlie Conord‎؛ زادهٔ ۲۸ ژوئیهٔ ۱۹۹۰) دوچرخه‌سوار اهل فرانسه است.
وی در مسابقات کشوری و بین‌المللی در مجموع برندهٔ ۱ مدال برنز شده‌است.